# Тохарская письменность

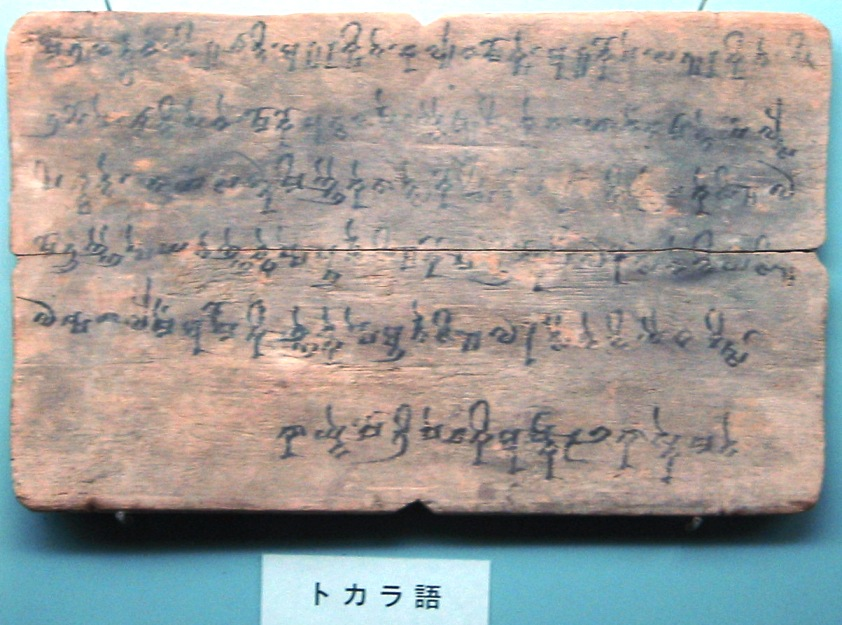
Деревянная табличка с примером текста, записанного тохарским письмом

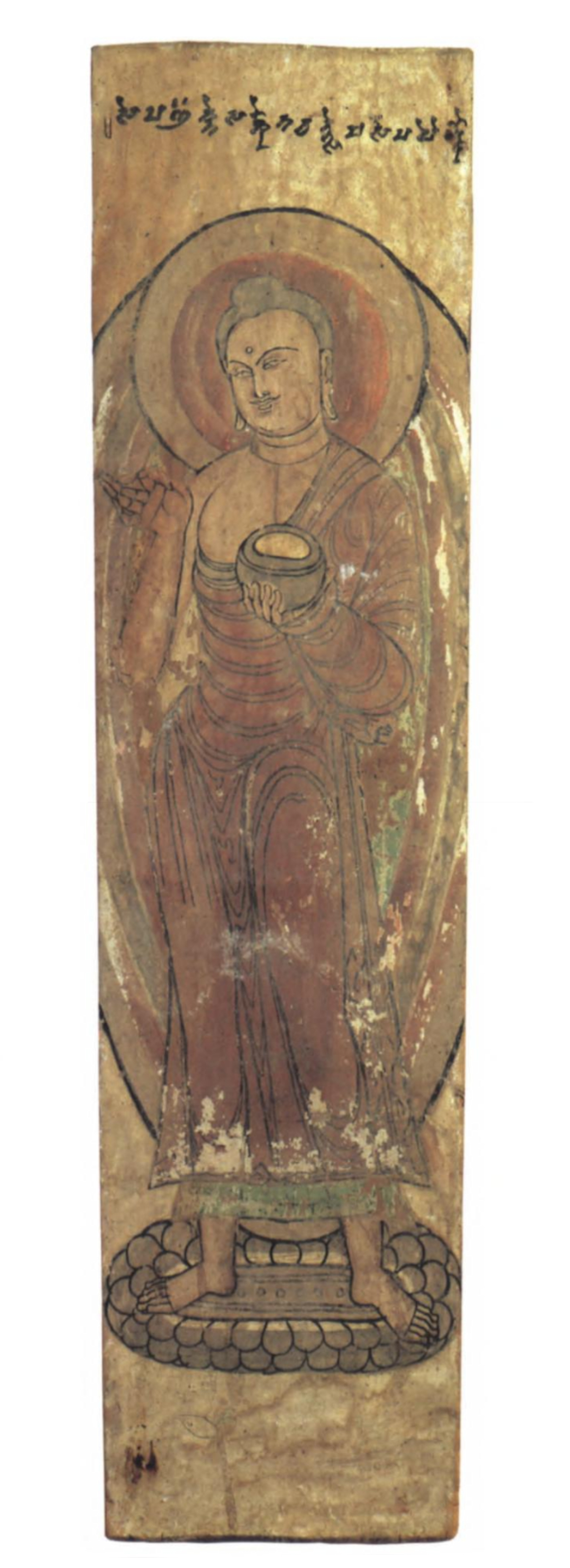
Стоящий Будда, Кизилские пещеры. Часто относимый в прошлом к VII веку н. э., но теперь датирован радиоуглеродом 245—340 гг. н. э.

Тохарская письменность — письмо, применявшееся для записи тохарских языков и зафиксированное во фрагментах рукописей, датированных главным образом VIII веком (имеется несколько более ранних примеров) и написанных на пальмовых листьях, деревянных табличках и китайской бумаге. Памятники письменности хорошо сохранились благодаря сухому климату Таримского бассейна.
Письменность происходит от алфавита брахми (от которого также происходят все современные письменности, применяемые для записи индийских языков), и представляет собой слоговое письмо типа абугида. Большинство сохранившихся примеров письменности представляют собой перевод буддийских текстов с санскрита, некоторые из них двуязычны, что значительно облегчило расшифровку тохарских языков. Помимо религиозных текстов, письменность применялась также для переписки монастырей, расчетов, деловых документов, пропусков для караванов, медицинских и других текстов.
Письменность перестала использоваться, вероятнее всего, около 840 года, когда на земли Таримской впадины пришли уйгуры, ассимилировав большую часть местного населения. Обнаружены переводы тохарских текстов на уйгурский язык. Существование тохарских языков и письма было обнаружено лишь в начале XX века.